# تاتسویا اوئه
تاتسویا اوئه (انگلیسی: Tatsuya Oe؛ زادهٔ ۲۸ نوامبر ۱۹۶۹) موسیقی‌دان، آهنگساز، طراحی صدا، دی‌جی، Founder of Model Electronic Inc. اهل ژاپن است. وی از سال ۱۹۹۷ میلادی تاکنون مشغول فعالیت بوده‌است.
وی همچنین برندهٔ جوایزی همچون جایزه وبی شده‌است.